# 대한민국-수리남 관계
대한민국과 수리남은 1975년 11월 28일에 수교하였다.

## 상세
1950년대 초, 네덜란드군 소속 수리남계 병사들이 6.25 전쟁에서 대한민국 국군과 동맹으로 활약했다. 오늘날 소수의 한민족이 수리남에 거주하고 있으며, 수리남 한인회는 수리남 참전용사들을 기념하기 위해 수리남에 참전기념비를 설립하였다. 1975년 수교 이후 대한민국은 수리남에 대사관을 운영하였으나 1993년에 철수시켰으며, 현재는 주베네수엘라 대한민국 대사관이 수리남을 겸임하고 있다. 2023년에 들어서 대사관 분관을 다시 설치하는 것으로 잠정 결정되었다. 수리남은 주중국 수리남 대사관이 대한민국을 겸임하고 있다.
한편, 넷플릭스에서 대한민국인 범죄자 조봉행에 대한 드라마 수리남이 인기를 끌게 되자, 수리남 외교부에서 항의가 들어오기도 하였다.

## 같이 보기
- 대한민국의 대외 관계
- 수리남의 대외 관계